# Mitromorpha gracilior
Mitromorpha gracilior é uma espécie de gastrópode do gênero Mitromorpha, pertencente a família Mitromorphidae.